# World Games 2009/Beachhandball
Bei den World Games 2009 wurden vom 18. bis 20. Juli 2009 je einem Wettbewerb pro Geschlecht im Beachhandball in Taiwan durchgeführt.

## Hintergründe
2009 fanden nach den beiden vorherigen Ausgaben zum dritten Mal Wettbewerbe im Beachhandball bei den World Games statt. Erstmals war es nicht mehr Einladungssportart, sondern fester Bestandteil der Multisportveranstaltung der nicht-olympischen Sportarten.
Neben den Gastgebern aus Taiwan, die wie bei solchen Veranstaltungen üblich unter Chinesisch Taipeh antraten, nahmen auch Brasilien, Kroatien und Thailand mit Mannschaften beider Geschlechter teil. Die Männer Brasiliens gewannen ihren ersten von drei Titeln in Folge, erst 2022 konnte Kroatien Brasilien als Titelträger ablösen. Die Frauen Italiens konnten hier den einzigen Titel auf Weltebene für das Mutterland des Sports gewinnen.
Austragungsort der Turniere war die Bucht von Sizihwan.
| Frauen Details | Kaohsiung, Chinesisch Taipeh | Italien   | 2 – 1 | Kroatien | Brasilien | 2 – 0 | Mazedonien |
| Männer Details | Kaohsiung, Chinesisch Taipeh | Brasilien | 2 – 0 | Ungarn   | Kroatien  | 2 – 0 | Oman       |

## Platzierungen
| Nation            | Frauen | Männer |
| ----------------- | ------ | ------ |
| Brasilien         | 03     | 01     |
| Chinesisch Taipeh | 05     | 05     |
| Italien           | 01     | 0–     |
| Japan             | 07     | 0–     |
| Kroatien          | 02     | 03     |
| Mazedonien        | 04     | 0–     |
| Oman              | 0–     | 04     |
| Pakistan          | 0–     | 06     |
| Thailand          | 08     | 08     |
| Türkei            | 0–     | 07     |
| Ukraine           | 06     | 0–     |
| Ungarn            | 0–     | 02     |
| Teilnehmerzahl    | 8      | 8      |

| Legende | Legende | Legende | Legende              |
| ------- | ------- | ------- | -------------------- |
| 1       | 2       | 3       | Podest-Platzierungen |
| 4       | 4       | 4       | vierter Halbfinalist |